# Nature Communications
Nature Communications (скорочено Nat. Commun.) — рецензований науковий журнал із відкритим доступом, який видається Nature Portfolio з 2010 року. Це міждисциплінарний журнал, який охоплює природничі науки, зокрема фізику, хімію, науки про Землю, медицину та біологію. Журнал має редакції в Лондоні, Берліні, Нью-Йорку та Шанхаї.
Головним редактором-засновником був Леслі Енсон, потім Йорг Гебер, Магдалена Скіппер та Еліза Де Раньєрі. Станом на 2022 рік редакторами є Наталі Ле Бот з охорони здоров’я та клінічних наук, Стефан Ларошель з біологічних наук, Енда Бергін з хімії та біотехнології та Прабхйот Сайні з фізики та наук про Землю. Починаючи з жовтня 2014 року, журнал приймав матеріали лише від авторів, які бажали заплатити плату за обробку статті. До кінця 2015 року частина опублікованих матеріалів була доступна лише передплатникам. У січні 2016 року весь контент став у вільному доступі.
Починаючи з 2017 року, журнал пропонує авторам послугу депонування препринтів статей, які «розглядаються» в рамках процесу подання.

## Реферування та індексування
Журнал реферується та індексується за:
- Science Citation Index Expanded[10]
- Current Contents/Agriculture, Biology & Environmental Sciences[10]
- Current Contents/Life Sciences[10]
- Current Contents/Physical, Chemical & Earth Sciences[10]
- The Zoological Record[10]
- BIOSIS Previews[10]
- Chemical Abstracts Service[11]
- Index Medicus/MEDLINE/PubMed[12]
- Scopus[13]

Згідно з Journal Citation Reports, імпакт-фактор журналу на 2021 рік становить 17,690.

## Піджурнали
У 2017 році було оголошено про створення трьох «піджурналів» під брендом Communications: Communications Biology, Communications Chemistry та Communications Physics. Згодом було створено кілька додаткових журналів Communications: Communications Materials у 2020 році, Communications Earth & Environment у 2020 році, Communications Medicine у 2021 році, Communications Engineering у 2022 році та Communications Psychology у 2023.
Ці журнали з відкритим доступом пропонують нижчу плату за публікацію, ніж Nature Communications, завдяки їхній спеціалізованості. Рукописи, відхилені журналами Nature Portfolio, можуть передати рукопис разом із звітами рецензентів до журналів під брендом Communications за допомогою автоматичної служби передачі. Крім того, автори можуть подати запит на нове рецензування.